# Saint George (Queensland)
Saint George es una pequeña localidad rural de aproximadamente 3.800 habitantes en el sudoeste de Queensland, Australia a 550 km de Brisbane. Su altitud es de 201 m sobre el nivel del mar.

## Economía
Su principal fuente de ingreso es la producción de algodón, ovejas, y pasto; en los alrededores se producen también frutas y legumbres. Se encuentra a orillas del río Balonne, sus calles son amplias y sus alrededores tienen la reputación de ser ideales para la pesca.

## Historia
Es el centro administrativo del Condado de Balonne. Recibió su nombre en honor al cruce del río Balonne por el Mayor Thomas Mitchell el día de San Jorge, el 23 de abril de 1846. Existe una placa conmemorativa en el dique Jack Taylor, sobre el río Balonne. En 1862 fue oficialmente reconocida como ciudad. Su centro postal se estableció en 1873, la primera iglesia católica se estableció en 1874 y la primera iglesia anglicana en 1889.
Por su vocación agrícola, el abastecimiento de agua fue factor de importancia en su crecimiento. En 1904 se perforó el primer pozo y hacia 1950 se completaron los trabajos de irrigación hacia las siembras. Estos trabajos se han extendido desde entonces y actualmente esta es una de las zonas de mayor producción de algodón de Australia.

## Comunicaciones
Varias autopistas pasan cerca de Saint George, entre ellas la autopista Castlereagh, la autopista Moonie, la autopista Carnarvon y la autopista Balonne.
Véase también: Parque nacional Alton